# Близкие друзья (Сезон 5)
Премьера заключительного пятого сезона американо-канадского сериала «Близкие друзья» (англ. Queer As Folk) состоялась 22 мая 2005 года на каналах «Showtime» и 23 мая 2005 года на «Showcase». Сезон состоит из 13 эпизодов и является заключительным сезоном всего сериала. Финал вышел в эфир 7 августа 2005 года в США и 15 августа 2005 года в Канаде.

## Сюжет
Джастин, находясь в Голливуде, надеется, что Брайан приедет к нему, однако вернувшись домой после того, как продюсеры закрыли проект по экранизации комикса «Rage», юноша понимает, что он так и не услышит от Брайан слова о том, как он скучал по нему. На этот раз, взвесив все «за» и «против» Джастин решает расстаться с Брайаном, так как понимает, что он никогда не сможет быть тем мужчиной, каким Джастин хочет его видеть — юноша видит семейную жизнь Майкла и Бена и желает того же для себя и Брайана. Между тем, Брайан чувствует, что стареет. Он тяжело переживает тот факт, что его впервые отвергли — Брендон, парень, который позже становится главным конкурентом Брайана.
Бен и Майкл переживают за «Хантера» — в его жизни появляется девушка, одноклассница Кэлли. Однако родители Кэлли приходят в бешенство, узнав что у юноши ВИЧ. Когда во время соревнований по плаванию «Хантер» ударяется головой о бортик, и у него идёт кровь, родители Кэлли рассказывают всем, что мальчик болен, и «Хантер» становится изгоем. Сначала он начинает прогуливать, а затем и вовсе решает уехать от Бена и Майкла. После этого Бен впадает в депрессию и посвящает себя работе в комитете по борьбе за права геев и лесбиянок.
Между тем, Мэлани и Линдси скрывают ото всех, что они собираются разводиться. Когда же это становится известно, Майкл решает начать борьбу за опеку над своей дочерью Дженни-Ребеккой. В конце концов, все трое — Майкл, Мэлани и Линдси — готовы отстаивать свои родительские права в суде, особенно когда становится ясно, что адвокат Линдси — акула, готовая использовать любую информацию, чтобы добиться успеха. В итоге каждый из них получает третью часть от права на опеку, однако Линдси позже отказывается от своих прав.
Поняв, что он самый старший среди друзей и что с годами он не становится привлекательней, Тэд решается на пластическую операцию, результаты которой превосходят все ожидания. Он становится уверенным в себе и теперь может получить любого мужчину, и даже отомстить парню, который унизил его несколько лет назад. Позже Тэд встречается Блэйка на лыжном курорте, и они воссоединяются.
Эмметт становится звездой «Пятого канала», когда ему дают время в эфире в рубрике «Голубой парень». Его популярность растёт, и в один момент Эмметт начинает бояться таинственного преследователя, которым оказывается футболист Дрю Бойд. Кто-то сфотографировал его встречи с мужчинами и начал шантажировать Дрю. Кроме того, от него ушла жена Сиерра. С поддержкой Эмметта, Дрю решается на каминг-аут, который дорого стоит мужчине — его выгоняют из команды после того, как он в прямом эфире целует Эмметта. Однако после серии поражений, Дрю просят вернуться. Эмметт и Дрю могут быть счастливы, однако Эм видит Бойда с другим мужчиной и понимает, что Дрю не готов к серьёзным отношениям, он лишь начинает жить той жизнью, которой хотел.
Дэбби вышла за Карла и по его предложению она уходит из кафе. В поисках замены, женщина знакомится с лесбиянкой Лореттой, которую выгнал из дома деспотичный муж, застав её целующейся с другой женщиной. Дэбби помогает Лоретте дать отпор мужу, когда тот заявляется в закусочную и собирается силой увести Лоретту домой. Позже Лоретта признаётся в любви Дэбби, и не получив взаимности, женщина решает уйти с работы, и Дэбби возвращается в кафе.
Между тем, жизнь каждого из героев находится на грани перемен. «Поправка № 14» угрожает лишить всех прав геев и лесбиянок, и герои начинают борьбу за свою жизнь. Бен, Мэлани и комитет по правам секс-меньшинств устраивает благотворительный вечер в «Вавилоне», где происходит взрыв в результате террористического акта. Несколько человек погибает, множество ранены. Майкл находится в критическом состоянии, но после операции ему становится лучше. Мэлани и Линдси решают воссоединиться и уехать в Канаду в поисках более безопасного дома. «Хантер» возвращается домой, и Бен с Майклом наконец усыновляют его. Брайан признаётся в любви Джастину и делает ему предложение. Однако свадьбе не суждено состояться — оба решают, что это не то, что им нужно. Джастин уезжает работать в Нью-Йорк, а Брайан восстанавливает «Вавилон».

## В ролях
| Основной состав: - Гейл Харольд — Брайан Кинни - Хэл Спаркс — Майкл Новотны - Рэнди Харрисон — Джастин Тейлор - Питер Пейдж — Эмметт Ханикатт - Скотт Лоуэлл — Теодор Шмидт - Теа Гилл — Линдси Питерсон - Мишель Клуни — Мелани Маркус - Шерон Глесс — Дебби Новотны - Роберт Гант — Профессор Бен Брукнер | Приглашённые звёзды: - Дин Армстронг — Блэйк Визэки - Гаррис Аллан — Джеймс «Хантер» Монтгомери - Питер Макнилл — Детектив Карл Хорват - Мэтт Батталья — Дрю Бойд - Шерри Миллер — Дженнифер Тейлор - Макила Смит — Дафни Чендерс - Мэрэдит Хэндерсон — Кэлли Лисон - Майк Шара — Брэтт Келлер - Стэфани Мур — Синтия - Рози О’Доннелл — Лоретта Пай - Адам Харрингтон — Коннор Джеймс - Райан Скотт Грин — Брендон - Лукас Брайант — Такер |

## Описание эпизодов
| Эпизод | Название                                                          | Дата выхода в эфир (2005)           | Режиссёр         | Сценаристы                                |
| --- | ----------------------------------------------------------------- | ----------------------------------- | ---------------- | ----------------------------------------- |
| |                                                                   |                                     |                  |                                           |
| 5x01 (71) | «Move & Leave» «Остановиться и уйти»                              | 22 мая (США) 23 мая (Канада)        | Кэлли Мэйкин     | Рон Коэн и Дэниэл Липман                  |
| Мелани и Линдси скрывают от всех, что они расстались и собираются разводиться. Между тем, Майкл устраивает для них вечеринку, которая застаёт женщин врасплох. Уставшая от постоянной лжи Линдси рассказывает присутствующим, что они с Мел давно не живут вместе. Джастин продолжает приглашать Брайана в Голливуд, однако сам Брайан считает, что юноша не вернется в Питтсбург после Лос-Анджелеса. Дэбби огорчена тем, что Эмметт хочет съехать, несмотря на то, что она теперь живёт с Карлом, и после того, как сам Хорват просит Эмметта остаться и быть с Дэбби, когда он будет на службе, Эммет остается. Майкл и Бен знакомятся с супружеской парой геев и после небольших раздумий решают начать подыскивать дом для своей семьи в другом, более спокойном и семейном районе для геев. Власти закрывают «Вавилон». Продюсеры закрывают проект по экранизации «Rage». Брайан хочет вложить прибыль от фирмы в оживление "Вавилона". |                                                                   |                                     |                  |                                           |
| |                                                                   |                                     |                  |                                           |
| 5x02 (72) | «Back In Business» «Возвращение к делам»                          | 22 мая (США) 30 мая (Канада)        | Майкл ДэКарло    | Рон Коэн, Дэниэл Липман и Дэл Шорс        |
| Майкл и Бен покупают дом. Брайан покупает «Вавилон» и пытается раскрутить клуб, однако неожиданная конкуренция в виде другого, более популярного клуба, отбивает всех клиентов. Майкл отводит в доме будущую детскую комнату для своей дочери и просит у Мел разрешение взять Дженни Ребекку на некоторое время. После чересчур жесткого отказа Мелани, Майкл нанимает адвоката, чтобы добиться официальной половины опеки; Дэбби и Брайан это не поддерживают. Тед переживает, что он «толстый и старый» и решает изменить имидж, став блондином, но, поняв, что простой сменой одежды и прически будет мало, звонит в клинику пластической хирургии. Эмметт устраивает свадьбу для чересчур нервной невесты и в последнюю минуту спасает праздник от катастрофы - в благодарность жених приглашает Эмметта на свой канал в качестве гей-ведущего. Мелани заявляет Майклу, что также будет отстаивать свои права как адвокат. Джастин возвращается домой в Питтсбург, несмотря на тоску по Лос-Анджелесу, и спрашивает у Брайана, в силе ли его предложение переехать к нему, прозвучавшее перед отъездом в Голливуд. Не произнося согласие вслух, Брайан в ответ показывает Джастину свободный ящик для вещей. |                                                                   |                                     |                  |                                           |
| |                                                                   |                                     |                  |                                           |
| 5x03 (73) | «Fags Are No Different Than People» «Гомики такие же люди»        | 29 мая (США) 6 июня (Канада)        | Майкл ДэКарло    | Рон Коэн, Дэниэл Липман и Брэд Фрэйзер    |
| Из-за непопулярности восстановленного "Вавилона" Тэд предлагает Брайану вариант с перепродажей клуба, чтобы в дальнейшем превратить его в зал выставок. Не имея запасных вариантов, Брайан решает согласиться на предложение, однако Джастин в последний момент дает рекомендацию, основанную на опыте лос-анджелесских клубов. Линдси вступает в борьбу за опеку Дженни Ребекки, и Брайан за свой счет нанимает ей адвоката. Дэбби пропадает сутками в кафе, и потому Карл высказывает мысль об уходе с работы официантки; не сразу, но Дэбби соглашается и находит себе замену в лице женщины по имени Лоретт, которую выгнал из дома муж, застав с другой женщиной. Эмметт переживает, что не впишется в команду своих новых коллег по новостям, и во время первого эфира ведет себя слишком сдержанно и тускло - его последующие эфиры отменяют, так как руководство канала считает его «недостаточно голубым». Адвокат Линдси советует использовать ее рассказы о друзьях в качестве аргументов на суде; Линдси переживает, что Майкл и Мел не простят ее, но все-таки соглашается - суд узнает о походах Майкла в клубы и авторстве слишком откровенного и жестокого комикса и об игнорировании Мелани врачебных предписаний во время беременности, что способствует разделению опеки детей на всех троих. Эмметт выходит в эфир канала самим собой и получает одобрение как со стороны коллег, так и со стороны зрителей. Майкл обескуражен тем, что Брайан помогает Линдси деньгами в борьбе за опекунство над Дженни Ребеккой. Мелани воспринимает поступок Линдси как предательство. Ребята устраивают Дэбби прощальную вечеринку в закусочной. Благодаря инсценировке недосягаемости входа в «Вавилон», клуб собирает огромную очередь из желающих попасть внутрь и на этот раз открывается с успешной популярностью. |                                                                   |                                     |                  |                                           |
| |                                                                   |                                     |                  |                                           |
| 5x04 (74) | «Hard Decisions» «Трудные решения»                                | 5 июня (США) 13 июня (Канада)       | Кэлли Мэйкин     | Рон Коэн, Дэниэл Липман и Майкл МакЛеннон |
| Тэд собирается сделать несколько пластических операций, а Эмметт хочет поддержать его. Брайан и Джастин начинают встречаться с другой гей-парой. Мелани всё ещё злится на Линдси, а Майкл — на Брайана за то, что влез не в своё дело. Дэбби понимает, что Лоретту, её замену в кафе, любят даже сильнее, чем её саму. Хантер попадает в команду по плаванию, и его одноклассники узнают о том, что у него ВИЧ прямо во время соревнований. Бен и Майкл устраивают званный ужин, куда пригласили знакомую пару и Брайана с Джастином - все выходит из-под контроля, когда Брайан в свойственной ему манере начинает высмеивать моногамный образ жизни. Дэбби даёт отпор мужу Лоретты, Дэриллу, который заставляет её вернуться к нему. Мелани чувствует себя одинокой. |                                                                   |                                     |                  |                                           |
| |                                                                   |                                     |                  |                                           |
| 5x05 (75) | «Excluding & Abstemiousness» «Исключения и воздержанность»        | 12 июня (США) 20 июня (Канада)      | Крис Гризмер     | Рон Коэн, Дэниэл Липман и Шон Постоф      |
| Эмметт говорит Дэбби, что Лоретта влюбилась в неё. Хантер становится изгоем в школе, и Кэлли пытается поддержать его. Брайан подхватил сифилис и теперь должен сообщить всем своим партнёрам, чтобы те проверились у врача. Тэд восстанавливается после пластической операции. Мелани и Линдси ссорятся из-за денежных расходов. Бена и Майкла приглашают на родительское собрание, куда приедет также чиновник из организации здравоохранения. Лоретта признаётся в любви Дэбби, но женщина вынуждена отказать Лоретте. Джастин и Дафни присматривают за Дженни — девочка заболела, в больнице между Мелани и Майклом вновь происходит крупная ссора, а Линдси, устав от пререканий и ссор, отказывается от опеки во благо ребенка. Лоретта решает уйти из кафе, чтобы перестать любить Дэбби. У Тэда повышается самооценка, и хотя друзья не замечают никаких изменений во внешности из-за операций, Эмметт объясняет всем, что дело в приобретенной внутренней уверенности. Джастин не одобряет безразличие Брайана к его болезни. Линдси и Мелани начинают примиряться друг с другом. |                                                                   |                                     |                  |                                           |
| |                                                                   |                                     |                  |                                           |
| 5x06 (76) | «Bored Out Of Ya Fucking Mind» «За гранью твоих мыслей»           | 19 июня (США) 27 июня (Канада)      | Алекс Чэппл      | Рон Коэн, Дэниэл Липман и Дэл Шорс        |
| Брайану впервые отказывают, что сильно задевает его. Эфирное время Эмметта на телевидении пользуется невероятной популярностью, и Брайан замечает, что все зрители считают Эмметта бесполым и милым, а не настоящим геем. Хантер начинает прогуливать школу. Тэд разрабатывает план мести парню, который унизил его несколько лет назад, однако после секса решает ничего не говорить. Дэбби необъяснимо начинает чувствовать себя плохо, и Мелани предполагает, что это следствие сидения дома. После замечаний Брайана Эмметт меняет тему эфира, показывая свою сексуальность, в результате чего у него возникают проблемы с начальством. Бен и Майкл устраивают вечеринку по случаю новоселья. Брайан понимает, что у него появился конкурент в лице Брендона — парня, отказавшего ему. Дэбби возвращается в кафе, и Карл принимает это. Хантер хочет уйти из дома, решив, что ему не место в такой идеальной семье, и, несмотря на возникший конфликт, в конце Майкл и Бен принимают его решение и дают ему уйти. Джастин признается Брайану, что мечтает о семье вместе с ним, но мужчина предпочитает ничего не отвечать. |                                                                   |                                     |                  |                                           |
| |                                                                   |                                     |                  |                                           |
| 5x07 (77) | «Hope Against Hope» «Столкновение надежд»                         | 26 июня (США) 4 июля (Канада)       | Том Бэст         | Рон Коэн, Дэниэл Липман и Шон Постоф      |
| Бен впадает в депрессию из-за того, что «Хантер» ушёл из дома. Тэд всё ещё не воплотил в жизнь свою месть, так как он наслаждается сексом с человеком, унизившим его. По приглашению родителей Линдси переезжает к ним жить. ЛГТБ-сообщество начинает протест, когда «Поправка № 14» угрожает правам секс-меньшинств. Джастин расстаётся с Брайаном. Родители Линдси пытаются свести дочь с мужчиной. Тэд наконец порывает со своим парнем. Брайан напивается и приходит ночью к Майклу, где между мужчинами происходит ссора. Линдси понимает, что её мать вновь пытается изменить её. Дженнифер помогает сыну в поисках квартиры. Брайан объявляет войну Брендону. |                                                                   |                                     |                  |                                           |
| |                                                                   |                                     |                  |                                           |
| 5x08 (78) | «Honest To Yourself» «Признаться себе»                            | 3 июля (США) 11 июля (Канада)       | Том Бэст         | Рон Коэн, Дэниэл Липман и Шон Постоф      |
| Джастин обустраивает свой новый дом. Кто-то начинает преследовать Эмметта — вскоре выясняется, что это Дрю. Кто-то начал шантажировать его, угрожая раскрыть его гомосексуальный роман с другим парнем. Кроме того, его бросила жена Сиерра. Линдси переезжает жить в дом Мэлани. Между тем, Мэлани знакомится с очаровательной Коррин во время работы в комитете и идёт с ней на свидание. Джастин узнаёт, что его отец спонсирует кампанию за «Поправку № 14». Позже юношу арестовывают за демонстрацию перед магазином его отца. Брайан и Брендон соревнуются в количестве любовников. В газете публикуют правду о Бойде, и Дрю собирается засудить авторов статьи. Линдси ревнует Мэлани. |                                                                   |                                     |                  |                                           |
| |                                                                   |                                     |                  |                                           |
| 5x09 (79) | «Anything In Common» «Общие темы»                                 | 10 июля (США) 18 июля (Канада)      | Дэвид Уэллингтон | Рон Коэн, Дэниэл Липман и Брэд Фрэйзер    |
| Друзья начинают сбор подписей против «Поправки № 14». Дрю временно живёт у Дэбби и Эмметта. Линдси приглашает Мэлани и Коррин на открытие своей выставки. Дженнифер начинает встречаться с молодым учителем Такером, что не нравится Джастину. Кто-то разгромил магазин комиксов Майкла. Дрю признаётся в том, что он — гей в прямом эфире во время выступления Эмметта. В результате Эмметта увольняют. Линдси и Мэлани вновь ссорятся и… занимаются любовью. Тэд знакомится с потрясающим парнем-евреем, который бросает его, узнав, что Тэд — не еврей. Дрю выгнали из команды. |                                                                   |                                     |                  |                                           |
| |                                                                   |                                     |                  |                                           |
| 5x10 (80) | «I Love You» «Признание в любви»                                  | 17 июля (США) 25 июля (Канада)      | Кэлли Мэйкин     | Рон Коэн, Дэниэл Липман и Дэл Шорс        |
| Мэлани считает их с Линдси интимную близость ошибкой. Брайан получает новость о том, что он вылечился от рака. Тэд ищет идеального мужчину на сайтах знакомств. Благотворительный концерт по сбору средств для борьбы с «Поправкой № 14» находится на грани срыва. «Браун Атлетикс», для которых Брайан организовал фото-сессию с Дрю, отказались от контракта с Дрю из-за его признания. Майкл просит Брайана устроить вечер в «Вавилоне». Мэлани и Линдси собираются продать дом. Брайан направляется в отпуск в Австралию. Во время концерта, на котором выступает Синди Лопер, происходит взрыв — Майкл находится в тяжёлом состоянии. |                                                                   |                                     |                  |                                           |
| |                                                                   |                                     |                  |                                           |
| 5x11 (81) | «Fuckin' Revenge» «Грёбаная месть»                                | 24 июля (США) 1 августа (Канада)    | Дэвид Уэллингтон | Рон Коэн, Дэниэл Липман и Брэд Фрэйзер    |
| Последние события сближают Мэлани и Линдси. Брайан также решается на перемены в жизни. «Хантер» возвращается домой. Каждый переживает последствия трагедии по-своему, а Майкл продолжает бороться за свою жизнь. Брайан делает предложение Джастину, но Джастин не верит в его искренность и отказывает. Тэд пытается отвлечься от тяжёлых мыслей, занимаясь делами. Дасти, подруга Линдси и Мэлани, погибла при взрыве. Брайан хочет продать квартиру, и он не собирается восстанавливать «Вавилон». На церемонии поминовения завязывается драка между геями и сторонниками «Поправки № 14». Брайан покупает особняк для себя и Джастина. |                                                                   |                                     |                  |                                           |
| |                                                                   |                                     |                  |                                           |
| 5x12 (82) | «Mr. Right (Never Broke A Promise)» «Никогда не нарушай обещаний» | 31 июля (США) 8 августа (Канада)    | Джон Фосетт      | Рон Коэн, Дэниэл Липман и Майкл МакЛеннон |
| Друзья находятся в полном изумлении — они получают приглашение на свадьбу Брайана и Джастина. «Хантер» начинает работать в закусочной. Эмметт занимается организацией свадьбы. Мэлани и Линдси собираются переехать в Торонто. После серии проигрышей, Дрю просят вернуться в команду. Мэлани и Линдси просят у Майкла и Брайана разрешения увезти малышей в Канаду. Дрю изменил Эмметту, а Тэд влюбился в мужчину по имени Тад. «Хантер» возвращается в школу. Эмметт расстаётся с Дрю. Джастин получает приглашение в Нью-Йорк. |                                                                   |                                     |                  |                                           |
| |                                                                   |                                     |                  |                                           |
| 5x13 (83) | «We Will Survive!» «Мы всё переживём!»                            | 7 августа (США) 15 августа (Канада) | Кэлли Мэйкин     | Рон Коэн и Дэниэл Липман                  |
| Брайан и Джастин готовятся к свадьбе, а Мэлани и Линдси — к переезду в Канаду. Майкла просят представлять комитет по борьбе за права человека на пресс-конференции. Тад бросает Тэда, приревновав его к Эмметту. Брайан узнаёт, что Джастин отказался от возможности поехать в Нью-Йорк. В итоге, они меняют свои планы относительно свадьбы и своего будущего. Бен и Майкл решают усыновить «Хантера». На лыжном курорте, куда Тэд отравляется на свой День Рождения, встречает Блэйка, а Эмметт — парня из своего родного города. Ребята провожают Мэлани и Линдси, а Джастин уезжает в Нью-Йорк Примечание: Как и в пилотном эпизоде, повествование в начале и конце серии ведётся от лица Майкла. |                                                                   |                                     |                  |                                           |
| |                                                                   |                                     |                  |                                           |

## Выход на видео
В США пятый сезон сериала был издан на DVD 30 мая 2006 год. DVD-набор под названием «The Complete Final Season. Collector’s Edition» состоял из 5 дисков, на которых кроме 13 эпизодов расположились дополнительные материалы:
- Музыкально видео Синди Лопер на песню «Shine»
- Коллекция фото Рози О’Доннелл (англ. Rosie O'Donnell photo montage)
- Неудачные дубли (англ. Wrap Party Reel)
- Расширенная версия финала (англ. Season Finale Extended Scenes)
- За кулисами моды сериала с Патриком Антошем (англ. Patrick Antosh Fashion Extra)
- Специальное послание от авторов и проекта «Тревор Проджект» (англ. A Special Message From The Trevor Project & Queer As Folk)
- Истоки «Showtime» (англ. SHO Original)
- Превью сериала «Ноев ковчег» (англ. Sneak Peek of «Noah’s Arc» From LOGO Network)
- Продукция сериала (англ. Queer As Folk Merchandise Sweepstakes)

В России сериал ни на DVD, ни на VHS не издавался.